# Tren Querétaro-Irapuato
El Tren Querétaro-Irapuato es un proyecto de tren de pasajeros que conectará con la capital del estado Querétaro con el municipio de Irapuato, en Guanajuato, pasando por los municipios de  Apaseo el Grande, Celaya, Villagrán y Salamanca. Fue presentada por la presidenta Claudia Sheinbaum en noviembre de 2024, como parte de los planes nacionales de infraestructura ferroviaria del 2018 al 2050.
Entre noviembre de 2024 iniciaron estudio de derecho de via, los trabajos de construcción se prever listo en agosto y septiembre de 2025 y queden finalizado en 2027 con el proyecto del Tren Ciudad de México-Querétaro.

## Historia

### Antecedentes: Porfiriato
Los antecedentes más antiguos de este ferrocarril se remontan a las concesiones que otorgó el gobierno del presidente Porfirio Díaz para la construcción del Ferrocarril Central Mexicano, que tenía un capital mixto: estadounidense y mexicano. Por la parte estadounidense, el capital provenía de la compañía Achison, Topeka, Santa Fe, mientras que por México provenía del gobierno federal. La concesión base permitía construir una línea entre la Ciudad de México y Ciudad Juárez, inaugurada en 1884, a la cual se le agregó un ramal en 1888 al Océano Pacífico pasando por las ciudades de Guadalajara y Querétaro.

### El Tapatío
En 1888 fue inaugurado la linea de trenes de pasajeros El Tapatío que brindar servicio entre la Ciudad de México a la ciudad de Guadalajara, Jalisco, pasando por Querétaro y Guanajuato. Al final del gobierno porfirista, en 1908 se crea la compañía gubernamental Ferrocarriles Nacionales de México, que constituye la primera nacionalización de los ferrocarriles por su valor estratégico. Esta primera operación se logra al expropiar y fusionar las compañías Central, el Nacional y el Internacional, junto con otras compañías menores con lo cual, se logran 11,117 kilómetros de vías férreas nacionalizadas. Entre 1910 y 1929, el estado de esas líneas era incierto, ya que cayeron en manos de los diferentes grupos que combatieron durante la Revolución Mexicana.

### Tren Eléctrico de Pasajeros México-Querétaro
El Tren Eléctrico de Pasajeros México-Querétaro fue un tren de pasajeros que brindaba servicios en la región centro de la República Mexicana. Inicio su construcción en 1979 por parte del gobierno mexicano, incluyó dentro del proyecto participación japonesa, inglesa y francesa. Las locomotoras empleadas las GE E60, la cuales fueron diseñadas y armadas por la compañía General Electric en Aguascalientes entre 1980 y 1982. El modelo de locomotoras fue denominado General Electric E60-C2.

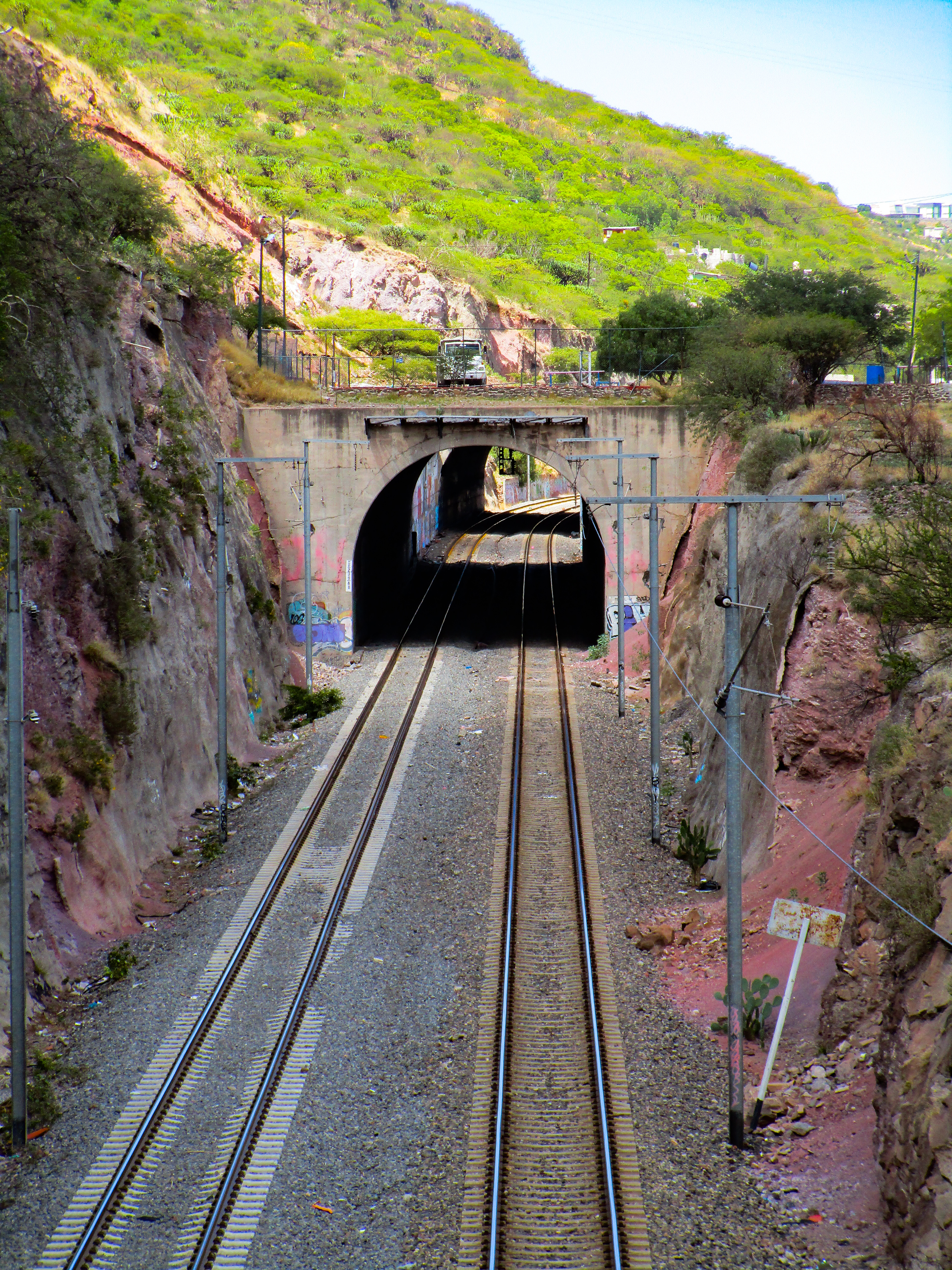
Situación de la vía en 2024

Olvidándose el Plan de Desarrollo Ferrocarrilero de 1973 a 1986 que entre muchas acciones, tuvo como uno de sus fines la construcción de una vía doble electrificada entre las ciudades de México y Tijuana para el transporte de carga y pasajeros. De esta vía solo se logró construir el tramo entre el Distrito Federal y la ciudad de Santiago de Querétaro, la llamada Vía Doble Electrificada México-Querétaro inaugurada el 14 de febrero de 1994 con el recorrido de una de las locomotoras eléctrica General Electric E60C-2 que Ferrocarriles Nacionales de México había comprado para el servicio mixto de pasajeros y carga entre ambas ciudades. El proyecto se pensaba llevar hasta la ciudad de Guadalajara y Ciudad Juárez pero nunca se terminó; esa doble vía se constituyó con cuatro vías llamadas Vía Juárez, Vía Morelos, Vía A y Vía B, las dos primeras vías destinadas al servicio mixto, con preferencia en pasajeros y las segundas destinadas solo al servicio de carga, por lo que no eran electrificadas y tenían un trazo más sinuoso, pues debían servir a varias zonas industriales durante su recorrido, por eso aún hoy son consideradas más como laderos de las vías Juárez y Morelos.

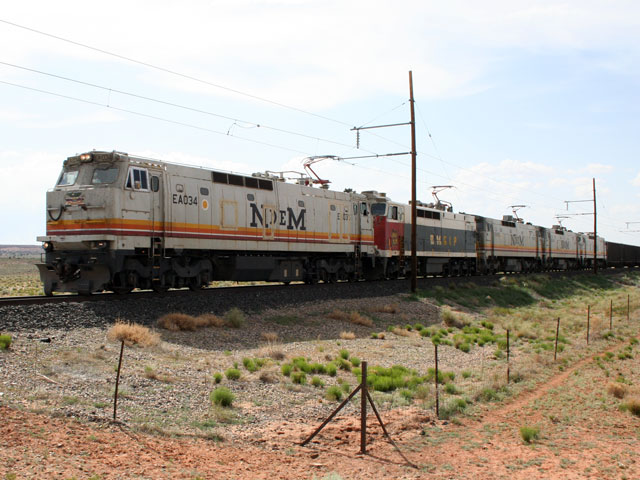
Locomotora eléctrica General Electric E60-C2

Durante la construcción se consideró en 1987 la construcción de un ferrocarril como el Shinkansen en el mismo derecho de vía, pero la falta de fondos lo hizo irrealizable. Por eso, se continuó con la construcción de las vías electrificadas para servicio mixto, que sólo duró en servicio hasta 1996 con un fracaso resultado, ya que las locomotoras no podían circular a velocidad de 145 km/h como estaban diseñadas, sino  que circulaban más de 45 km/h por las máquinas diésel-eléctricas, la invasión de vías y la restricción a servir únicamente en esas vías, lo que las hizo incosteable el proyecto.

### Privatización
Tras ser privatizada la red ferrocarrilera entre 1995 a 1998 por el expresidente Ernesto Zedillo, Grupo México decide finalizar la ruta tren El Tapatío idefinidamente el 13 de febrero de 1998. Por otra parte, Kansas City Southern de México decidió vender las 39 máquinas General Electric E60C a una compañía minera en los Estados Unidos terminando con el uso de la vía electrificada México-Querétaro, dejando las líneas de catenaria electrificadas para un supuesto uso en el futuro. Posteriormente, se utilizó dicha infraestructura con la construcción del Ferrocarril Suburbano de la Zona Metropolitana del Valle de México, el llamado Sistema 1, que corre de la Estación Buenavista a Cuautitlán, y que se basaba en los llamados Trenes Radiales Metropolitanos. Inaugurado en 2008, este sistema de tren de media velocidad ocupó el derecho de vía de las Vías Juárez y Morelos hasta el Punto Kilométrico (PK) 26+400 de ambas vías, aunque su fin es construirse hasta la ciudad de Huehuetoca e incluso llegar hasta la ciudad de Santiago de Querétaro con un sistema metropolitano que uniría al Distrito Federal, Querétaro y varias ciudades intermedias en cuatro entidades federales.

### Tren Rápido México-Querétaro
El Tren Rápido México-Querétaro fue un proyecto de un tren de alta velocidad que conectaría Ciudad de México con Santiago de Querétaro, pasando por el estado de Hidalgo y Estado de México. El proyecto consistía en un tren de doble vía con una longitud de 210 km. Contaría con dos estaciones (la estación inicial en Ciudad de México estaría ubicado en Buenavista) y tres talleres de mantenimiento.

Propuesta de ruta del proyecto de tren de alta velocidad

El proyecto fue propuesto del presidente de México Enrique Peña Nieto en 2014 quien lo dio a conocer oficialmente como uno de los proyectos de infraestructura ferrocarrilera a realizarse en su sexenio.
Se llevaron a cabo varios estudios de factibilidad que, en el caso del tren de alta velocidad México-Querétaro, definió hasta cuatro posibles rutas todas en base al trazo actual de la Vía Doble Electrificada México-Querétaro, entre sus PK 0+000 y 240+900, mismo que llevó a contemplar una sola ruta que usa 70.9 kilómetros del derecho de vía actual de las Vías Juárez y Morelos, 50.1 kilómetros de vías cercanas al trazo de las vías Juárez y Morelos y aproximadamente 75.5 kilómetros de vías totalmente nuevas, además de 47.1 kilómetros que están restringidas al derecho de vía de la Vía Doble Electrificada México-Querétaro en las entradas a la ciudad de Santiago de Querétaro y la Zona Metropolitana del Valle de México. se podría expandir del sistema de trenes al norte, dividiendo en rutas entre Guadalagara y Monterey con el modelo de Trenes de alta velocidad. El proyecto se canceló el 2 de febrero de 2015, esto por supuestas sospechas de corrupción y recortes presupuestarios.

### Reanudación
Después de años de incertidumbre, en febrero de 2020 la Secretaría de Comunicaciones y Transportes declaró que la iniciativa sería retomada, una vez que se concluyera el Tren Maya. El 14 de julio, la SCT anunció que la licitación del proyecto se lanzaría a más tardar ese mismo año. El 5 de octubre del 2020, el gobierno de Andrés Manuel López Obrador y representantes de la Iniciativa Privada presentaron un plan de inversión del sector privado, que incluía 39 proyectos, en medio de la crisis por el COVID-19. El proyecto apareció con el número 21 dentro de este plan anunciado junto con empresarios.

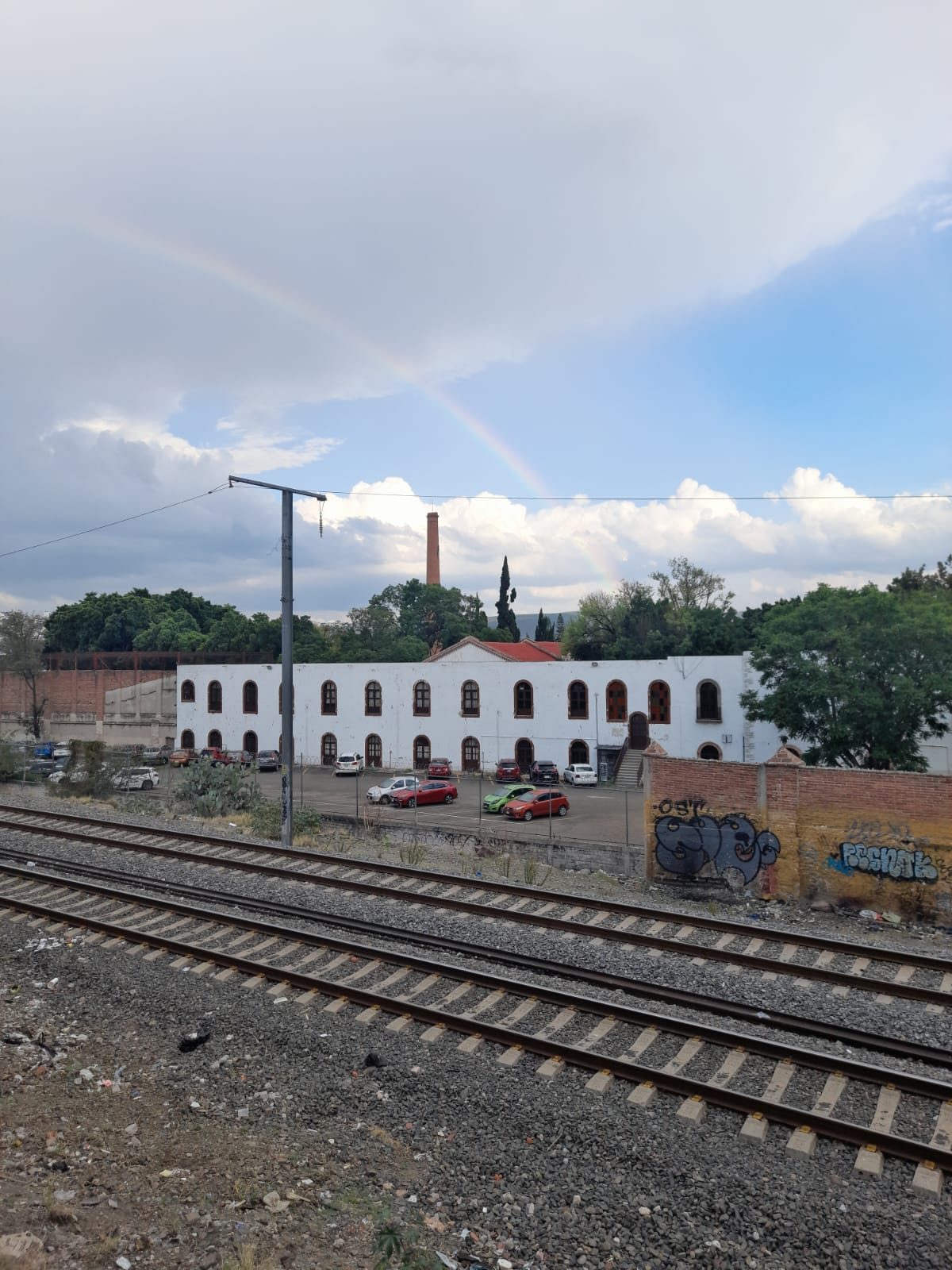
Vías que se esperaban usar para el proyecto

El 13 de julio de 2023 el gobierno de Andrés Manuel López Obrador (AMLO) anuncio la firma del convenio con la empresa ferroviaria Kansas City Southern de México para poder seguir con la obra de trenes de pasajeros, tras el colapso del autopista México Querétaro. De acuerdo con el presidente de Kansas City Southern de México Oscar Augusto Del Cueto, se había dado inicio a estudios de evaluación para el trazo de vía del tren de alta velocidad, para facilitar el tránsito del tren, así como reutilizando las antiguas concesiones de vías del tren de carga.
El 20 de noviembre de 2023, Andrés Manuel López Obrador anuncia la reactivación de siete rutas de trenes de pasajeros tras un decreto. Dos de las cuales incluyen la ruta Ciudad de México- Querétaro:
- Tren Ciudad de México–Querétaro–León–Aguascalientes,
- Tren Ciudad de México–Querétaro–Guadalajara–Tepic–Mazatlán–Nogales

El 22 de enero de 2024, el presidente Andrés Manuel López Obrador en su visita en Querétaro aviso sobre que al terminar su administración dejará lista la concesión para que el próximo gobierno pueda iniciar la construcción del tren de alta velocidad. Después, la Canadian Pacific Kansas City (CKPC) diria que a finales de mayo de 2024 presentará un nuevo estudio para la ruta en México-Querétaro, que presentaría una evidente demanda diaria.

### Propuesta Formal
El 28 de junio de 2024 la presidenta electa Claudia Sheinbaum en su rueda de prensa alfimo la reanudación de la construcción del proyecto para el 2025 y añadió la conversación con el actual secretario de Hacienda, Rogelio Ramírez de la O, quien le aseguró que existen los recursos necesarios para llevar a cabo la construcción da la obra.
El 10 de julio de 2024 la virtual Presidenta Claudia Sheinbaum anuncia el proyecto que va a conectar por la Ciudad de México, la ciudad de Querétaro y la ciudad de Guadalajara, pasando también con los Estados de Hidalgo y México.
El proyecto seguirá la ruta similar al antiguo tren de El Tapatío y los trabajos de construcción del tren comenzarán el julio de 2025 y queden finalizados entre 2026 y 2027.

## Características
El tren tendrá una longitud de 107.9 km, tendrá una tracción de maquiaria de hibrido (diésel-eléctrico) una vía doble electrificada, tendrá 6 viaductos (15.94 km), un tunel falso (2.5 km), 8 puentes (5.8 km) y 90 km de corte y terraplén
Las estaciones son:
- nueva estación en Querétaro llamada La Corregidora (propuesta de Claudia Sheinbaum)
- Padaredo en Apaseo el Grande
- Nueva estación en Celaya
- Padaredo en Villagran
- Nueva estación para Salamanca
- Una teminal en Irapuato